# کودیمکار
شهر کودیمکار (به روسی: Кудымкар) در کشور روسیه و در کرای پرم واقع شده‌است.